# Nogiku no gotoki kimi nariki
Nogiku no gotoki kimi nariki (野菊の如き君なりき, lit. "você é como um crisântemo selvagem") é um filme de drama japonês de 1955 escrito e dirigido por Keisuke Kinoshita. É baseado em um romance do escritor japonês Sachio Itō.

## Sinopse
Masao, de 73 anos, está em barco, navegando em um rio, para fazer uma visita à sua remota aldeia natal. No caminho, ele relembra, em flashbacks, sua juventude durante a era Meiji e de Tamiko, seu primeiro e grande amor.
Tamiko trabalha na casa dos pai de Masao, seu primo. As famílias e os moradores desconfiam da relação próxima, mas inocente, que os dois adolescentes vão desenvolvendo. Enquanto algumas pessoas zombam do tempo que passam juntos, a cunhada de Tamiko age com hostilidade. O contato entre os dois é cada vez mais inibido e, depois que Masao é mandado para uma escola secundária em outra cidade, Tamiko é pressionada a um casamento indesejado. Tamiko primeiro resiste, mas quando a mãe de Masao declara que em nenhuma circunstância permitirá que ela se case com seu filho, ela finalmente desiste de seu amor. Omasu, a empregada doméstica, conhece Masao e lhe dá a notícia, ao mesmo tempo que lembra que Tamiko sempre o amará. Poucos meses depois, Masao recebe um telegrama de sua mãe pedindo-lhe que volte rapidamente para casa. Ao retornar, ele fica sabendo do casamento infeliz, do divórcio e da morte recente de Tamiko devido a uma doença. A família, de luto pela perda, conta a Masao que a falecida Tamiko segurava uma carta dele nas mãos, pressionada contra o coração.
Voltando ao presente, um Masao mais velho chega ao seu destino e visita o túmulo de Tamiko, contemplando seu destino com as palavras, "final do outono e os campos estão solitários, apenas os grilos cantam em seu túmulo".

## Elenco
- Chishū Ryū como Masao aos 73 anos
- Noriko Arita como Tamiko
- Shinji Tanaka como o jovem Masao
- Haruko Sugimura como mãe de Masao
- Takahiro Tamura como Eizo
- Toshiko Kobayashi como Omasu, a empregada
- Kappei Matsumoto
- Kazuko Motohashi como mãe de Tamiko
- Nobuo Takagi como pai de Tamiko
- Kumeko Urabe como avó
- Keiko Yukishiro como cunhada de Tamiko

## Produção
As sequências de flashback foram enquadradas em um formato oval tipicamente associada a filmes mudos. Segundo Alexander Jacoby, historiador de cinema, esse mascaramento dá ao filme "um tom apropriadamente nostálgico". Donald Richie, historiador de cinema, descreve este dispositivo como representando "daguerrótipos Meiji".

## Recepção
Jacoby classificou Nogiku no gotoki kimi nariki como "um dos filmes japoneses mais puramente comoventes", apesar de sua "ingenuidade ocasional", atribuindo-o às "técnicas simples" de Kinoshita, incluindo a "escolha criteriosa da posição da câmera", e às excelentes performances dos atores. Joseph L. Anderson também comentou sobre a fotografia do filme, especialmente os "negros ricos", e a "evocação da área" de Kinoshita. Richie considerou o filme "um dos trabalhos mais nostalgicamente belos" do diretor. No livro Feature Cinema in the 20th Century de Klinowski e Garbicz, o longa é descrito como "um dos filmes mais sinceros e puros de seu tipo no cinema japonês", observando que marca um retorno ao "lirismo pastoral" de Kinoshita, depois de focar seus filmes nos últimos anos a problemas sociais.

## Prêmios
Hiroshi Kusuda recebeu o prêmio Mainichi Film Awards na categoria Melhor Cinematografia em 1956 por seu trabalho em Nogiku no gotoki kimi nariki e Tooi kumo, outra obra de Kinoshita. Ele também recebeu o Prêmio Blue Ribbon de Melhor Cinematografia pelos mesmos dois filmes.

## Legado
Nogiku no gotoki kimi nariki foi exibido ao público em institutos como o Museu de Arte Moderna de Nova York em 1970, no Berkeley Art Museum e no Pacific Film Archive em 1991, e pela sociedade Film at Lincoln Center, de Nova York, em 2012.